# Vigil in a Wilderness of Mirrors
Vigil in a Wilderness of Mirrors è il primo album del cantante Fish, pubblicato nel 1990 dalla EMI. È il primo lavoro da solista del cantante, successivo alla sua separazione dalla band progressive rock inglese Marillion arrivato in quinta posizione nella Official Albums Chart, in sesta in Germania (rimanendo in classifica per 20 settimane) e Svizzera ed in nona in Norvegia.

## Tracce
1. Vigil (Dick/Simmonds) - 8:43
2. Big Wedge (Dick/Simmonds) - 5:19
3. State Of Mind (Dick/Lindes/Simmonds) - 4:42
4. The Company (Dick/Simmonds) - 4:04
5. A Gentleman's Excuse Me (Dick/Simmonds) - 4:15
6. The Voyeur (I Like To Watch) (Dick/Simmonds) - 4:42
7. Family Business (Dick/Lindes/Simmonds) - 5:14
8. View From The Hill (Dick/Gers) - 6:38
9. Cliché (Dick/Lindes/Simmonds) - 7:01

### Tracce Bonus versione rimasterizzata
1. Jack And Jill (Dick Simmonds)
2. Internal Exile [Versione 1989] (Dick/Simmonds)
3. The Company [Demo] – 4:30 (Dick/Simmonds)
4. A Gentleman's Excuse Me [Demo] (Dick/Simmonds)
5. Whiplash (Dick/Simmonds)

## Musicisti

### Artista
- Fish - voce

### Altri musicisti
- Frank Usher - chitarra
- Hal Lindes - chitarra
- Janick Gers - chitarra
- John Giblin - basso
- Mickey Simmonds - tastiere, programming
- Davy Spillane - fiati, whistle
- Phil Cunningham - whistle, accordion, bodhran
- Aly Bain - violino
- Gavyn Wright - violino
- Alison Jones - violino
- Mark Brzezicki - batteria
- John Keeble - batteria
- Luis Jardim - percussioni
- Carol Kenyon - voce
- Tessa Niles - voce